# La sbornia di David
La sbornia di David (The Big Hangover) è un film commedia del 1950 diretto e scritto da Norman Krasna.